# Apha strix
Apha strix là một loài bướm đêm thuộc họ Eupterotidae. Loài này được Felix Bryk mô tả lần đầu năm 1944. Loài này có ở Myanmar.